# Гилберт, Эдвард
Э́двард Э́ддисон Ги́лберт (англ. Edward Addison Gilbert; 6 июля 1854 — неизвестно) — американский политик, вице-губернатор Небраски. Член Серебряной республиканской партии и Популистской партии.

## Биография
Гилберт родился в округе Макупин, Иллинойс, а в 1884 году переехал в округ Йорк, Небраска. 1 января 1878 года он женился на Луизе Мей.
В 1889 году Гилберт был членом Палаты представителей Небраски, а в 1899—1901 годах — вице-губернатором штата. В 1900 и 1902 годах он баллотировался на очередной срок, однако потерпел поражение.